# Liste der Kulturdenkmale in Pirna (östliche Stadtteile)

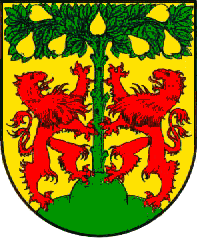
Stadtwappen

In der Liste der Kulturdenkmale in Pirna (östliche Stadtteile) sind sämtliche Kulturdenkmale der sächsischen Stadt Pirna verzeichnet, die bis 2017 vom Landesamt für Denkmalpflege Sachsen erfasst wurden und die in den östlich der Altstadt gelegenen Stadtteilen von Pirna liegen. Dabei handelt es sich zum einen um die historischen Stadtteile der Schifftorvorstadt sowie auf der Hochfläche Sonnenstein, die beide unmittelbar an die Altstadt grenzen und zur Gemarkung Pirna gehören. Zum anderen betrifft dies die weiter östlich gelegenen Gemarkungen Cunnersdorf, Niedervogelgesang und Obervogelgesang. Die Anmerkungen sind zu beachten.
Diese Liste ist eine Teilliste der Liste der Kulturdenkmale in Pirna.
Diese Liste ist eine Teilliste der Liste der Kulturdenkmale in Sachsen.

## Legende
- Bild: Bild des Kulturdenkmals, ggf. zusätzlich mit einem Link zu weiteren Fotos des Kulturdenkmals im Medienarchiv Wikimedia Commons. Wenn man auf das Kamerasymbol klickt, können Fotos zu Kulturdenkmalen aus dieser Liste hochgeladen werden:
- Bezeichnung: Denkmalgeschützte Objekte und ggf. Bauwerksname des Kulturdenkmals
- Lage: Straßenname und Hausnummer oder Flurstücknummer des Kulturdenkmals. Die Grundsortierung der Liste erfolgt nach dieser Adresse. Der Link (Karte) führt zu verschiedenen Kartendiensten mit der Position des Kulturdenkmals. Fehlt dieser Link, wurden die Koordinaten noch nicht eingetragen. Sind diese bekannt, können sie über ein Tool mit einer Kartenansicht einfach nachgetragen werden. In dieser Kartenansicht sind Kulturdenkmale ohne Koordinaten mit einem roten bzw. orangen Marker dargestellt und können durch Verschieben auf die richtige Position in der Karte mit Koordinaten versehen werden. Kulturdenkmale ohne Bild sind an einem blauen bzw. roten Marker erkennbar.
- Datierung: Baubeginn, Fertigstellung, Datum der Erstnennung oder grobe zeitliche Einordnung entsprechend des Eintrags in der sächsischen Denkmaldatenbank
- Beschreibung: Kurzcharakteristik des Kulturdenkmals entsprechend des Eintrags in der sächsischen Denkmaldatenbank, ggf. ergänzt durch die dort nur selten veröffentlichten Erfassungstexte oder zusätzliche Informationen
- ID: Vom Landesamt für Denkmalpflege Sachsen vergebene, das Kulturdenkmal eindeutig identifizierende Objekt-Nummer. Der Link führt zum PDF-Denkmaldokument des Landesamtes für Denkmalpflege Sachsen. Bei ehemaligen Kulturdenkmalen können die Objektnummern unbekannt sein und deshalb fehlen bzw. die Links von aus der Datenbank entfernten Objektnummern ins Leere führen. Ein ggf. vorhandenes Icon  führt zu den Angaben des Kulturdenkmals bei Wikidata.

## Liste der Kulturdenkmale in Pirna (östliche Stadtteile)

### Cunnersdorf
| Bild           | Bezeichnung | Lage                       | Datierung                         | Beschreibung                                                                                                | ID       |
| -------------- | --- | -------------------------- | --------------------------------- | --- | -------- |
| Weitere Bilder | Bauernhof mit Wohnstallhaus, Scheune, Hofmauer mit Toreinfahrt und Hofbelag | Cunnersdorf 5 (Karte)      | 2. Hälfte 19. Jh. (Wohnstallhaus) | baugeschichtlich, sozialgeschichtlich und wirtschaftsgeschichtlich von Bedeutung                            | 09220703 |
|                | Wohnhaus und Mauerstück mit Pforte | Cunnersdorf 6 (Karte)      | 4. Viertel 18. Jh. (Bauernhaus)   | Obergeschoss Fachwerk, baugeschichtlich und sozialgeschichtlich von Bedeutung, barocke Pforte               | 09220705 |
| Weitere Bilder | Bauernhof mit Wohnhaus (Ziegelfassade), Wohnstallhaus, Seitengebäude mit angebautem Wohnhausteil (dieses mit Walmdach), zwei Scheunen, der Hofbelag aus Sandstein und die Einfahrtspfosten | Cunnersdorf 7b; 7c (Karte) | 19. Jh. (Bauernhof)               | baugeschichtlich und ortsgeschichtlich von Bedeutung, der Hof enthielt wohl ehemals die Schmiede des Dorfes | 09220706 |
| Weitere Bilder | Dreiseithof mit zwei Wohnstallhäusern, Scheune, Hofmauer mit Einfahrtspfosten und der Sandsteinbelag des Hofes                                                                             | Cunnersdorf 9 (Karte)      | um 1800 (Wohnstallhaus)           | baugeschichtlich, sozialgeschichtlich und wirtschaftsgeschichtlich von Bedeutung                            | 09220704 |
|                | Mietshaus mit Stützmauer des Grundstücks | Cunnersdorf 12 (Karte)     | nach 1900 (Mietshaus)             | baugeschichtlich von Bedeutung, ein Gründerzeithaus                                                         | 09220707 |
| Weitere Bilder | Mietshaus | Cunnersdorf 13 (Karte)     | nach 1900 (Mietshaus)             | baugeschichtlich von Bedeutung, ein Gründerzeithaus                                                         | 09220701 |
| Weitere Bilder | Mietshaus | Cunnersdorf 15 (Karte)     | bezeichnet 1902 (Mietshaus)       | baugeschichtlich von Bedeutung, ein Gründerzeithaus                                                         | 09220702 |

### Niedervogelgesang
| Bild                                    | Bezeichnung                                                                                    | Lage                               | Datierung                       | Beschreibung | ID       |
| --------------------------------------- | ---------------------------------------------------------------------------------------------- | ---------------------------------- | ------------------------------- | --- | -------- |
| Weitere Bilder                          | Brücke über den Struppenbach                                                                   | Niedervogelgesang (Karte)          | 19. Jh. (Brücke)                | baugeschichtlich, technikgeschichtlich und verkehrsgeschichtlich von Bedeutung, Sandsteinbogenbrücke | 09221285 |
|                                         | Wohnstallhaus einer Wirtschaft, Einfriedung sowie Sandsteinplattenbelag im Hof und um das Haus | Niedervogelgesang 5 (Karte)        | bezeichnet 1798 (Bauernhaus)    | baugeschichtlich, ortsgeschichtlich und hausgeschichtlich von Bedeutung, barockes Korbbogenportal, Haus mit anspruchsvoller illusionistischer Bemalung, gehörte zum Rittergut Ebenheit, ortsbildprägende Lage nahe der Elbe | 09221279 |
| Direkt Bild zu diesem Denkmal hochladen | Wohnstallhaus (Fachwerk), Scheune und Stützmauer                                               | Niedervogelgesang 9 (Karte)        | bezeichnet 1804 (Wohnstallhaus) | baugeschichtlich und sozialgeschichtlich von Bedeutung, am Wohnhaus schönes barockes Korbbogenportal, Scheune aus Sandsteinquadern, ortsbildprägende Lage nahe der Elbe                                                     | 09221278 |
| Direkt Bild zu diesem Denkmal hochladen | Sandsteinstützmauern und -treppen am Hang                                                      | Niedervogelgesang 10 (bei) (Karte) | 18./19. Jh. (Stützmauer)        | ortsgeschichtlich und ortsbildprägend von Bedeutung | 09223752 |
|                                         | Wohnhaus und Stützmauer                                                                        | Niedervogelgesang 11 (Karte)       | um 1800 (Wohnhaus)              | baugeschichtlich und sozialgeschichtlich von Bedeutung, ortsbildprägende Lage an der Elbe | 09223753 |
|                                         | Gasthof Schöne                                                                                 | Niedervogelgesang 22 (Karte)       | um 1800 (Gasthof)               | Gasthof; baugeschichtlich und ortsgeschichtlich von Bedeutung, älterer Teil mit Fachwerk, ortsbildprägende Lage an der Elbe                                                                                                 | 09221277 |

### Obervogelgesang
| Bild                                    | Bezeichnung                                                             | Lage                             | Datierung                              | Beschreibung | ID       |
| --------------------------------------- | ----------------------------------------------------------------------- | -------------------------------- | -------------------------------------- | --- | -------- |
|                                         | Wohnstallhaus                                                           | Obervogelgesang 1 (Karte)        | 1. Hälfte 19. Jh. (Wohnstallhaus)      | baugeschichtlich und sozialgeschichtlich von Bedeutung, ortsbildprägende Lage an der Elbe | 09221284 |
|                                         | Wohnhaus mit Stützmauern und Treppen                                    | Obervogelgesang 3 (Karte)        | 1801/1815 (Wohnhaus)                   | Obergeschoss Fachwerk verbrettert, baugeschichtlich und sozialgeschichtlich von Bedeutung, ortsbildprägende Lage an der Elbe                                                                                     | 09223757 |
| Direkt Bild zu diesem Denkmal hochladen | Wohnhaus                                                                | Obervogelgesang 10 (Karte)       | bezeichnet 1804 (Wohnhaus)             | baugeschichtlich und sozialgeschichtlich von Bedeutung, schönes Portal, Portalschlussstein bezeichnet 1804, ortsbildprägende Lage an der Elbe                                                                    | 09221281 |
|                                         | Wohnstallhaus (Fachwerk, verputzt) mit Stützmauern und Treppenaufgang   | Obervogelgesang 19 (Karte)       | 1784 (Wohnstallhaus)                   | baugeschichtlich und sozialgeschichtlich von Bedeutung, Portalschlussstein ehemals bezeichnet 1784, ortsbildprägende Lage an der Elbe                                                                            | 09221280 |
|                                         | Gasthof Obervogelgesang                                                 | Obervogelgesang 22 (Karte)       | 1801/1815 (Gasthof)                    | Gasthof (Fachwerk); baugeschichtlich und ortsgeschichtlich von Bedeutung, mit Segmentbogenportal, ortsbildprägende Lage nahe der Elbe                                                                            | 09223758 |
| Weitere Bilder                          | Haltepunkt Obervogelgesang; Eisenbahnstrecke Bodenbach–Dresden-Neustadt | Obervogelgesang 22 (bei) (Karte) | 1908 (Unterführung), 1893 (Wartehalle) | Haltepunkt, mit Personentunnel unter den Gleisen und zwei Fachwerk-Wartehallen; Haltepunkt der Eisenbahnstrecke Bodenbach/Děčín–Dresden-Neustadt (6240, BD) baugeschichtlich und ortsgeschichtlich von Bedeutung | 09223756 |

### Östliche Teile der Gemarkung Pirna (Schifftorvorstadt)
| Bild                                    | Bezeichnung | Lage                      | Datierung | Beschreibung | ID       |
| --------------------------------------- | --- | ------------------------- | --- | --- | -------- |
|                                         | Eisenbahndamm in regelmäßigen Sandsteinquadern mit allen Unterführungen | Am Elbufer (Karte)        | um 1900 (Eisenbahndamm) | ortsbildprägender Bahndamm der Eisenbahnstrecke Bodenbach/Děčín–Dresden-Neustadt (6240, BD) am Elbufer, verkehrsgeschichtlich von Bedeutung | 09223726 |
| Weitere Bilder                          | Einstiges Zollhaus, später Ausflugslokal, mit Eisabweiser und Hochwassermarken | Am Elbufer 1 (Karte)      | 2. Hälfte 17. Jh. (Zollbeamtenwohnhaus), 19. Jh. (Eispreller), bezeichnet 1655, bezeichnet 1784, bezeichnet 1845 (Hochwassermarke) | baugeschichtlich, ortsgeschichtlich und ortsbildprägend von Bedeutung | 09221217 |
| Weitere Bilder                          | Bronzeplastik einer Frau mit Delphin | Am Plan (Karte)           | um 1910 (Statue) | Künstlerisch von Bedeutung; die Plastik stammt aus einer Villa in Dresden-Strehlen und wurde wahrscheinlich von Georg Wrba geschaffen. Erst lange Zeit nach dem Zweiten Weltkrieg gelangte sie hierher (Schifftorvorstadt „Am Plan“); Quelle: „PIRNA Kunstgeschichtliche Würdigung einer alten sächsischen Stadt“, Heinz Quinger, Verlag der Kunst, 1993, ISBN 3-364-00290-8 | 09223714 |
| Weitere Bilder                          | Brunnen in der Mitte des Platzes | Am Plan (Karte)           | bezeichnet 1697 (Brunnen) | platzbildprägend und technikgeschichtlich von Bedeutung | 09220398 |
| Weitere Bilder                          | Wohnhaus in geschlossener Bebauung | Am Plan 3 (Karte)         | 2. Hälfte 17. Jh. (Wohnhaus) | baugeschichtlich und städtebaulich von Bedeutung | 09221185 |
| Weitere Bilder                          | Wohnhaus in geschlossener Bebauung | Am Plan 4 (Karte)         | 17. Jh. (Wohnhaus) | baugeschichtlich und städtebaulich von Bedeutung, Rundbogenportal | 09220392 |
| Weitere Bilder                          | Wohnhaus in Ecklage | Am Plan 7 (Karte)         | 18. Jh. (Wohnhaus) | einfacher Putzbau, zum Teil Fachwerk, im Innern vier Hochwassermarken, baugeschichtlich, platzbildprägend und städtebaulich von Bedeutung | 09220393 |
| Weitere Bilder                          | Wohnhaus, Eckhaus | Am Plan 10 (Karte)        | bezeichnet 1776 (Wohnhaus) | baugeschichtlich und städtebaulich von Bedeutung, schönes barockes Korbbogenportal mit Kartusche | 09220394 |
| Weitere Bilder                          | Wohnhaus in geschlossener Bebauung | Am Plan 11 (Karte)        | 18. Jh. (Wohnhaus) | baugeschichtlich und städtebaulich von Bedeutung | 09220395 |
| Weitere Bilder                          | Wohnhaus in geschlossener Bebauung | Am Plan 12 (Karte)        | 2. Hälfte 17. Jh. (Wohnhaus) | baugeschichtlich und städtebaulich von Bedeutung | 09221184 |
| Weitere Bilder                          | Wohnhaus in (ehemals) geschlossener Bebauung | Am Plan 14 (Karte)        | 2. Hälfte 17. Jh. (Wohnhaus) | baugeschichtlich und städtebaulich von Bedeutung | 09221182 |
| Weitere Bilder                          | Wohnhaus in Ecklage | Am Plan 15 (Karte)        | 19. Jh. (Wohnhaus) | baugeschichtlich und städtebaulich von Bedeutung | 09221181 |
| Weitere Bilder                          | Wohnhaus in geschlossener Bebauung | Am Plan 16 (Karte)        | 18. Jh. (Wohnhaus) | baugeschichtlich und städtebaulich von Bedeutung | 09220390 |
| Weitere Bilder                          | Wohnhaus | Am Wasserwerk 2 (Karte)   | nach 1850 (Wohnhaus) | baugeschichtlich und ortsgeschichtlich von Bedeutung, ein Gründerzeitbau mit Anklängen an den Schweizerhausstil, ab der Jahrhundertwende Café Pöschmann, ein beliebtes Ausflugsziel | 09220387 |
| Weitere Bilder                          | Wasserwerk mit Wohnhaus, Quellhäuschen, Hauptgebäude und Einfriedung | Am Wasserwerk 2b (Karte)  | am Hauptgebäude bezeichnet 1903 (Wasserwerk)                                                                                       | baugeschichtlich und technikgeschichtlich von Bedeutung, Gründerzeitgebäude | 09220388 |
| Weitere Bilder                          | Villa und Nebengebäude (mit Remisen) | Am Wasserwerk 8 (Karte)   | 2. Hälfte 19. Jh. (Villa) | baugeschichtlich, künstlerisch und ortsgeschichtlich von Bedeutung, die Villa ein Gründerzeitgebäude (Sandsteinfassade) im Stil der Neorenaissance mit Balkon und Freitreppe, das Nebengebäude mit Holzkonstruktion auf Pfeilern | 09220389 |
| Weitere Bilder                          | Wohnhaus (ehemals) in geschlossener Bebauung | Plangasse 4 (Karte)       | 18. Jh. (Wohnhaus) | baugeschichtlich und städtebaulich von Bedeutung, mit Korbbogenportal | 09221219 |
| Weitere Bilder                          | Gedenktafel an einem Wohnhaus | Plangasse 6 (Karte)       | bezeichnet 1639 (Gedenktafel) | ortsgeschichtlich von Bedeutung | 09301656 |
| Weitere Bilder                          | Wohnhaus in geschlossener Bebauung | Plangasse 7 (Karte)       | 18. Jh. (Wohnhaus) | baugeschichtlich und städtebaulich von Bedeutung, Segmentbogenportal mit Schlussstein | 09221186 |
| Weitere Bilder                          | Wohnhaus in geschlossener Bebauung | Plangasse 8 (Karte)       | 18. Jh. (Wohnhaus) | baugeschichtlich und städtebaulich von Bedeutung | 09220399 |
| Weitere Bilder                          | Wohnhaus in geschlossener Bebauung, in Ecklage (ein Grundstück mit Steinplatz 7) | Plangasse 9 (Karte)       | bezeichnet 1772, im Kern älter (Wohnhaus)                                                                                          | baugeschichtlich, sozialgeschichtlich und städtebaulich von Bedeutung, Segmentbogenportal, Portalschlussstein mit Anker, Erdgeschoss mit rundbogigen Fenstern | 09220400 |
| Weitere Bilder                          | Wohnhaus in Ecklage | Plangasse 10 (Karte)      | 18. Jh. (Wohnhaus) | baugeschichtlich und städtebaulich von Bedeutung | 09221189 |
| Weitere Bilder                          | Wohnhaus in Ecklage, mit rückwärtigem massiven Anbau | Plangasse 11 (Karte)      | 18. Jh. (Wohnhaus) | baugeschichtlich und städtebaulich von Bedeutung, ortsbildprägender Fachwerkbau (vorkragendes Obergeschoss) an einem kleinen Platz zwischen Steinplatz und Ziegelstraße | 09220401 |
| Weitere Bilder                          | Wohnhaus (Nr. 13) in halboffener Bebauung, mit seitlicher Einfriedungsmauer (Nr. 13a) | Plangasse 13; 13a (Karte) | bezeichnet 1786 (Wohnhaus) | baugeschichtlich und städtebaulich von Bedeutung, schlichter Barockbau mit Mansarddach und Korbbogenportal, Portalschlussstein mit Anker, originale Haustür, ortsbildprägend an einem kleinen Platz zwischen Steinplatz und Ziegelstraße | 09220402 |
| Weitere Bilder                          | Wohnhaus in geschlossener Bebauung | Plangasse 14 (Karte)      | Ende 18. Jh. (Wohnhaus) | baugeschichtlich und städtebaulich von Bedeutung | 09228029 |
| Weitere Bilder                          | Wohnhaus in geschlossener Bebauung | Plangasse 15 (Karte)      | 17. Jh. (Wohnhaus) | baugeschichtlich und städtebaulich von Bedeutung | 09220403 |
| Weitere Bilder                          | Wohnhaus in geschlossener Bebauung | Plangasse 17 (Karte)      | 18. Jh. (Wohnhaus) | baugeschichtlich und städtebaulich von Bedeutung, schlichter Barockbau mit Mansarddach, Segmentbogenportal mit schönem Schlussstein | 09220404 |
| Weitere Bilder                          | Wohnhaus in halboffener Bebauung, mit Wasserstelle im Hof | Plangasse 18 (Karte)      | 18. Jh. (Wohnhaus) | baugeschichtlich und städtebaulich von Bedeutung, mit Segmentbogenportal | 09221188 |
| Weitere Bilder                          | Wohnhaus in halboffener Bebauung | Plangasse 19 (Karte)      | nach 1850 (Wohnhaus) | baugeschichtlich und städtebaulich von Bedeutung | 09228027 |
| Weitere Bilder                          | Wohnhaus in halboffener Bebauung | Plangasse 21 (Karte)      | 18. Jh. (Wohnhaus) | baugeschichtlich und städtebaulich von Bedeutung, mit Segmentbogenportal | 09220405 |
|                                         | Wohnhaus (Fachwerk, verkleidet) | Planwinkel 8 (Karte)      | Ende 18. Jh. (Wohnhaus) | baugeschichtlich und sozialgeschichtlich von Bedeutung | 09220396 |
| Weitere Bilder                          | Wohnhaus (teilweise Fachwerk, verputzt) | Planwinkel 9 (Karte)      | 18. Jh. (Wohnhaus) | baugeschichtlich und städtebaulich von Bedeutung | 09220397 |
| Weitere Bilder                          | Wohnhaus (Nr. 2) und hintere Bauten (Nr. 2a) um einen Innenhof, mit Garten, Pergola, Gartenvase, Einfriedung und Tor                                                                                      | Steinplatz 2; 2a (Karte)  | 2. Hälfte 18. Jh. (Wohnhaus) | baugeschichtlich, künstlerisch, kunstgeschichtlich, gartenkünstlerisch und städtebaulich von Bedeutung, stattlicher Bau im frühklassizistischen Stil, illusionistische Bemalung um 1800, im geometrisch angelegten Garten bemerkenswerte als Kolonnadengang gestaltete Pergola, prachtvolles Ziergittertor zum Hof. Das Haus ist Teil einer vierflügligen Anlage, die Ende des 18. Jahrhunderts im Barockstil erbaut wurde. Bis in die 1930er Jahre war hier eine Tonwaren-Manufaktur ansässig. Die Fassade ist durch eine aufwendige Bemalung geprägt. | 09220363 |
|                                         | Wohnhaus in (ehemals) geschlossener Bebauung | Steinplatz 4 (Karte)      | bezeichnet 1763 (Wohnhaus) | baugeschichtlich und städtebaulich von Bedeutung | 09221214 |
| Weitere Bilder                          | Wohnhaus in geschlossener Bebauung | Steinplatz 5 (Karte)      | 18. Jh. (Wohnhaus) | baugeschichtlich und städtebaulich von Bedeutung | 09221215 |
| Weitere Bilder                          | Wohnhaus in halboffener Bebauung | Steinplatz 6 (Karte)      | 18. Jh. (Wohnhaus) | baugeschichtlich und städtebaulich von Bedeutung, mit Segmentbogentür | 09221216 |
|                                         | Wohnhaus und Hofmauer mit zwei Toreinfahrten, eine davon vermauert (ein Grundstück mit Plangasse 9) | Steinplatz 7 (Karte)      | 18. Jh. (Wohnhaus) | baugeschichtlich, wirtschaftsgeschichtlich, sozialgeschichtlich und städtebaulich von Bedeutung, barocke Torbogen | 09220380 |
| Weitere Bilder                          | Wohnhaus in (ehemals) geschlossener Bebauung | Steinplatz 9 (Karte)      | 19. Jh. (Wohnhaus) | baugeschichtlich und städtebaulich von Bedeutung, Erdgeschoss mit Rundbogenöffnungen, reichverzierte Dachgauben und Fassade der Gründerzeit | 09220379 |
|                                         | Wohnhaus in halboffener Bebauung | Steinplatz 18 (Karte)     | 18. Jh. (Wohnhaus) | baugeschichtlich und städtebaulich von Bedeutung, zwei straßenbildprägende Dachhäuschen der Gründerzeit | 09220377 |
| Weitere Bilder                          | Gasthof (zwei Gebäudeteile im Winkel), mit Hochwassermarke und Einfriedung des seitlichen Vorgartens | Steinplatz 20 (Karte)     | bezeichnet 1763 (Gasthof), bezeichnet 1784 (Hochwassermarke)                                                                       | baugeschichtlich, ortsgeschichtlich und städtebaulich von Bedeutung, mit Segmentbogenportal, am Haus eine Hochwassermarke mit Knabenfigur bezeichnet 31. März 1784 | 09220376 |
| Weitere Bilder                          | Stadtpalais (mit Seitenflügel zum Hof) | Steinplatz 21 (Karte)     | bezeichnet 1776 (Palais) | repräsentatives Gebäude im Stil des Barock und Rokoko, mit straßenbildprägendem Zwerchgiebel, schönes Portal, baugeschichtlich, künstlerisch, kunstgeschichtlich, städtebaulich und ortsgeschichtlich von Bedeutung | 09221079 |
|                                         | Wohnhaus (Am Schloßberg 4) mit Einfriedungsmauer des Grundstücks zur Holdergasse und Nebengebäude (Steinplatz 23a, ehemaliges Spritzenhaus, seit den 1950er Jahren Transformatorenhaus auf dem Grundstück | Steinplatz 23a (Karte)    | 18./19. Jh. (Wohnhaus), 18. Jh. (Spritzenhaus)                                                                                     | baugeschichtlich und städtebaulich von Bedeutung, Nebengebäude ehemals möglicherweise Bestandteil der Wasserversorgung der Stadt | 09220252 |
|                                         | Villa mit Einfriedung | Steinplatz 24 (Karte)     | Ende 19. Jh. (Villa) | baugeschichtlich und städtebaulich von Bedeutung, ein Gründerzeitgebäude mit straßenbildprägendem Giebel | 09220371 |
| Weitere Bilder                          | Wohnhaus mit Einfriedung | Steinplatz 25 (Karte)     | um 1925 (Wohnhaus) | baugeschichtlich und städtebaulich von Bedeutung, im Reformstil der Zeit um 1910 | 09220374 |
| Weitere Bilder                          | Wohnhaus in halboffener Bebauung | Steinplatz 26 (Karte)     | um 1912 (Wohnhaus) | baugeschichtlich und städtebaulich von Bedeutung, im Reformstil der Zeit um 1910 | 09220375 |
| Weitere Bilder                          | Brunnentrog | Ziegelstraße (Karte)      | bezeichnet 1712 (Brunnen) | technikgeschichtlich und ortsbildprägend von Bedeutung, barocker Sandsteinbrunnen | 09220381 |
| Direkt Bild zu diesem Denkmal hochladen | Steinbrücke | Ziegelstraße              | 19. Jh. (Brücke) | verkehrsgeschichtliche und ortshistorische Bedeutung | 09304450 |
| Weitere Bilder                          | Hochwasserschutzanlage | Ziegelstraße (Karte)      | vor 1848 (Eisbarriere) | bei Hochwasser verschließbarer Durchlass für Verkehrswege, seltenes, bauzeitlich erhaltenes Hochwasserschutzbauwerk, technikgeschichtlich von Bedeutung | 09306360 |
| Weitere Bilder                          | Aufwändiges barockes Portal mit gestaltetem Schlussstein, hier auch Hochwassermarkierung vom 1. März 1784                                                                                                 | Ziegelstraße 2 (Karte)    | bezeichnet 1769 (Portal), bezeichnet 1784 (Hochwassermarke)                                                                        | von ortshistorischem und künstlerischem Wert | 09220383 |
| Weitere Bilder                          | Gaststätte mit Terrasse, Gartenhäuschen und Einfriedung | Ziegelstraße 4 (Karte)    | um 1880 (Gaststätte), vor 1878 (Gartenhaus)                                                                                        | ein repräsentatives Gründerzeitgebäude mit Fachwerk-Dachgeschoss, das Gartenhäuschen älter als die Anlage »Gaststätte Waldpark«, vielleicht auch Zöllnerhäuschen, baugeschichtlich, ortsgeschichtlich und städtebaulich von Bedeutung | 09220384 |

### Sonnenstein
| Bild                                    | Bezeichnung | Lage                                               | Datierung                                                                                  | Beschreibung | ID       |
| --------------------------------------- | --- | -------------------------------------------------- | ------------------------------------------------------------------------------------------ | --- | -------- |
| Weitere Bilder                          | Heil- und Pflegeanstalt Pirna-Sonnenstein: Torhaus (Einzeldenkmal zu ID-Nr. 09221045) | Am Hausberg (Karte)                                | 1870er Jahre (Torhaus)                                                                     | Einzeldenkmal der Sachgesamtheit Heil- und Pflegeanstalt Pirna-Sonnenstein: Toranlage bestehend aus zwei Torhäusern (Haus B 3, später Strömungsmaschinenwerk Haus 34 – heute Schloßpark 1 und Haus B 4, später Strömungsmaschinenwerk Haus 35 – heute Am Hausberg 8) sowie Tor mit schmiedeeisernem Gitter und massiven Säulen; baugeschichtlich und landesgeschichtlich von Bedeutung, Gründerzeitbauten | 09220685 |
| Weitere Bilder                          | Strömungsmaschinenwerk (ehem.); Speisehaus | Dr.-Benno-Scholze-Straße 18 (Karte)                | 1950er Jahre (Fabrik)                                                                      | Speisehaus des Strömungsmaschinenwerkes; baugeschichtlich, ortsgeschichtlich und künstlerisch von Bedeutung, ein Bau der Nachkriegsmoderne, moderner Stahlbetonskelettbau mit halbrundem Treppenhausturm, Gebäude des »VEB Entwicklungsbau Pirna« (Strömungsmaschinenwerk Haus 64), Fabrik zur Herstellung von Triebwerken für die DDR-Luftfahrt, im Innern sehenswertes Treppenhaus und zum Teil originale Ausstattung | 09220735 |
|                                         | Wohnhaus (drei Eingänge) einer Wohnanlage | Elfriede-Lohse-Wächtler-Straße 1; 3; 5 (Karte)     | 1950er Jahre (Mehrfamilienwohnhaus)                                                        | baugeschichtlich von Bedeutung, im Stil der Nationalen Bautradition der frühen DDR (siehe auch Rudolf-Breitscheid-Straße 14–18 und Prof.-Joliot-Curie-Straße 6–14) | 09221211 |
|                                         | Mehrfamilienhaus (mit fünf Eingängen) | Julius-Fucik-Straße 1; 3; 5; 7; 9 (Karte)          | 1950er Jahre (Mehrfamilienwohnhaus)                                                        | baugeschichtlich von Bedeutung, im Stil der Nationalen Bautradition der frühen DDR Die Angaben der Denkmalliste sind offensichtlich falsch. Die Deutsche Fotothek hat ein Foto von Walter Hahn, dass auf „vor 1943“ datiert ist und das Gebäude bereits zeigt (). Auch auf einem Stadtplan von 1946 ist das Gebäude bereits verzeichnet (). Es könnte sich um den Teil einer geplanten Kaserne handeln, die kriegsbedingt nicht errichtet wurde. | 09221209 |
|                                         | Königlich-Sächsische Meilensteine (Sachgesamtheit); Meilenstein | Krietzschwitzer Straße 1 (bei) (Karte)             | 1. Hälfte 19. Jh. (Meilenstein)                                                            | Meilenstein; verkehrsgeschichtlich von Bedeutung; Galerie der königlich-sächsischen Meilensteine | 09301754 |
|                                         | Heil- und Pflegeanstalt Pirna-Sonnenstein: Äußere Frauenanstalt, Frauenhaus, Krankengebäude (Einzeldenkmal zu ID-Nr. 09221045)                                                                                            | Krietzschwitzer Straße 1 (Karte)                   | um 1900 (Heilanstaltsbestandteil)                                                          | Einzeldenkmal der Sachgesamtheit Heil- und Pflegeanstalt Pirna-Sonnenstein: Äußere Frauenanstalt, Frauenhaus, Krankengebäude (Haus E 3, später Strömungsmaschinenwerk Haus 7); baugeschichtlich und landesgeschichtlich von Bedeutung, repräsentativer Gründerzeitbau mit mehrfachen Gesimsbändern | 09220691 |
| Weitere Bilder                          | Heil- und Pflegeanstalt Pirna-Sonnenstein: Äußerer Frauenbereich, Ruhiges Frauenhaus (Einzeldenkmal zu ID-Nr. 09221045)                                                                                                   | Krietzschwitzer Straße 3 (Karte)                   | um 1905 (Heilanstaltsbestandteil)                                                          | Einzeldenkmal der Sachgesamtheit Heil- und Pflegeanstalt Pirna-Sonnenstein: Äußerer Frauenbereich, Ruhiges Frauenhaus (Haus E 8, später Strömungsmaschinenwerk Haus 8); baugeschichtlich und landesgeschichtlich von Bedeutung, architektonisch anspruchsvoller villenartiger Bau im Reformstil der Zeit um 1910 | 09220708 |
| Weitere Bilder                          | Heil- und Pflegeanstalt Pirna-Sonnenstein: Äußerer Frauenbereich, Wirtschaftsgebäude (Einzeldenkmal zu ID-Nr. 09221045)                                                                                                   | Krietzschwitzer Straße 5 (Karte)                   | um 1900 (Nebengebäude)                                                                     | Einzeldenkmal der Sachgesamtheit Heil- und Pflegeanstalt Pirna-Sonnenstein: Äußerer Frauenbereich, Wirtschaftsgebäude (Haus E 10, später Strömungsmaschinenwerk Haus 85); baugeschichtlich und landesgeschichtlich von Bedeutung, ehemaliger Pferdestall mit Kutscherwohnung der Heilanstalt, ein Gründerzeitbau mit Schmuckfachwerk und teilweiser Ziegelsteinfassade | 09301106 |
|                                         | Gut Mannewitz | Krietzschwitzer Straße 30 (Karte)                  | 19. Jh., im Kern älter (Bauernhof)                                                         | Bauernhof (ehemaliges Vorwerk) mit Wohnhaus, Scheune, Hofpflaster und sämtlichen Stützmauern; von landschaftsbildprägender sowie stadtgeschichtlicher und wirtschaftsgeschichtlicher Bedeutung, schönes Portal am Wohnhaus | 09227209 |
|                                         | Wohnhaus (fünf Eingänge) einer Wohnanlage | Prof.-Joliot-Curie-Straße 6; 8; 10; 12; 14 (Karte) | 1950er Jahre (Mehrfamilienwohnhaus)                                                        | baugeschichtlich von Bedeutung, im Stil der Nationalen Bautradition der frühen DDR (siehe auch Elfriede-Lohse-Wächtler-Straße 1–5 und Rudolf-Breitscheid-Straße 14–18) Die Angaben der Denkmalliste sind offensichtlich falsch. Die Deutsche Fotothek hat ein Foto von Walter Hahn, dass auf „vor 1943“ datiert ist und das Gebäude bereits zeigt (). Auch auf einem Stadtplan von 1946 ist das Gebäude bereits verzeichnet (). Es könnte sich um den Teil einer geplanten Kaserne handeln, die kriegsbedingt nicht errichtet wurde. | 09221210 |
|                                         | Wohnhaus (drei Eingänge) einer Wohnanlage | Rudolf-Breitscheid-Straße 14; 16; 18 (Karte)       | 1950er Jahre (Mehrfamilienwohnhaus)                                                        | baugeschichtlich von Bedeutung, im Stil der Nationalen Bautradition der frühen DDR (siehe auch Elfriede-Lohse-Wächtler-Straße 1–5 und Prof.-Joliot-Curie-Straße 6–14). | 09221212 |
| Weitere Bilder                          | Sachgesamtheit Festung und Schloss Sonnenstein, später Heil- und Pflegeanstalt Pirna-Sonnenstein mit zahlreichen Einzeldenkmalen                                                                                          | Schloßhof (Karte)                                  | im Kern 17. Jh. (Festung und Schloss), 19. Jh./1. Hälfte 20. Jh. (Anstalt), um 1905 (Park) | Sachgesamtheit Festung und Schloss Sonnenstein, später Heil- und Pflegeanstalt Pirna-Sonnenstein mit mehreren Einzeldenkmalen sowie Park (Gartendenkmal), angelegt für die Königliche Landesirrenanstalt, mit allen Einfriedungen (Sachgesamtheitsteil), z. B. im Bereich der Parkkirche und den Resten der Mauern der Festung Sonnenstein, baugeschichtlich, geschichtlich, landesgeschichtlich, ortsbildprägend, ortsgeschichtlich, wissenschaftlich und gartenkünstlerisch von Bedeutung. Eine der wichtigsten sächsischen Festungsanlagen des 17./18. Jh., landesgeschichtliche Bedeutung als reformpsychiatrische Einrichtung und Gedenkstätte für den Ort des nationalsozialistischen Massenmordes an psychisch Kranken in den Jahren 1940/41, ein Teil des Geländes 1954–1991 vom Strömungsmaschinenwerk zum Bau von Flugzeugturbinen genutzt. | 09221045 |
|                                         | Festung Sonnenstein, später Heil- und Pflegeanstalt Pirna-Sonnenstein: Befestigungsanlagen auf dem Sonnenstein (Hohes, Mittleres, Niederes Werk und Hornwerk) (Einzeldenkmal zu ID-Nr. 09221045)                          | Schloßhof (Karte)                                  | um 1670 (Festungswerk), Anf. 18. Jh. (Hornwerk)                                            | Einzeldenkmale der Sachgesamtheit Festung Sonnenstein, später Heil- und Pflegeanstalt Pirna-Sonnenstein: Befestigungsanlagen auf dem Sonnenstein (Hohes, Mittleres, Niederes Werk und Hornwerk), im Hohen Werk das Heizhaus der Heilanstalt (Haus B 16, später Strömungsmaschinenwerk Haus 30); baugeschichtlich, ortsgeschichtlich und ortsbildprägend von Bedeutung | 09221276 |
|                                         | Festung Sonnenstein, später Heil- und Pflegeanstalt Pirna-Sonnenstein: Heilanstaltsbau (ab 1811 »Frauenhaus«) und Anbau eines nördlichen Wirtschaftsflügels im Bereich des Luntenturms (Einzeldenkmal zu ID-Nr. 09221045) | Schloßhof 2 (Karte)                                | bezeichnet 1830 (Heilanstaltsbestandteil)                                                  | Einzeldenkmal der Sachgesamtheit Festung Sonnenstein, später Heil- und Pflegeanstalt Pirna-Sonnenstein: Heilanstaltsbau (ab 1811 »Frauenhaus«, Haus D 3 – D 3a, D 3b, D 3c –, später Strömungsmaschinenwerk Haus 28) und Anbau eines nördlichen Wirtschaftsflügels im Bereich des Luntenturms (Haus A 4 und A 5, später Strömungsmaschinenwerk Haus 28) sowie ein kleiner Pavillon als Zugang; baugeschichtlich, künstlerisch, ortsbildprägend und landesgeschichtlich von Bedeutung, ein Gründerzeit-Neubau 1870/71 unter Einbeziehung von Teilen des alten Kommandantenhauses (der Eingangspavillon bezeichnet 1830), zur Stadt ein Gebäudeflügel im Stil der Neorenaissance | 09220686 |
| Weitere Bilder                          | Heil- und Pflegeanstalt Pirna-Sonnenstein: Brunnen mit Plastik (Einzeldenkmal zu ID-Nr. 09221045) | Schloßhof 2 (bei) (Karte)                          | Anfang 20. Jh. (Brunnen)                                                                   | Einzeldenkmal der Sachgesamtheit Heil- und Pflegeanstalt Pirna-Sonnenstein: Brunnen mit Plastik (vor Haus A 4 und A 5, später Strömungsmaschinenwerk Haus 28); künstlerisch von Bedeutung | 09221228 |
| Weitere Bilder                          | Heil- und Pflegeanstalt Pirna-Sonnenstein: Massiver Pavillon für den Küchenbetrieb der Heilanstalt (Einzeldenkmal zu ID-Nr. 09221045)                                                                                     | Schloßhof 2 (bei) (Karte)                          | 1920er Jahre (Pavillon)                                                                    | Einzeldenkmal der Sachgesamtheit Heil- und Pflegeanstalt Pirna-Sonnenstein: Massiver Pavillon für den Küchenbetrieb der Heilanstalt (Objekt A 6c, später Strömungsmaschinenwerk Haus 92); baugeschichtlich und landesgeschichtlich von Bedeutung | 09301110 |
| Weitere Bilder                          | Festung Sonnenstein, später Heil- und Pflegeanstalt Pirna-Sonnenstein: Gasthaus (Einzeldenkmal zu ID-Nr. 09221045) | Schloßhof 3 (Karte)                                | bezeichnet 1678 (Gasthaus)                                                                 | Einzeldenkmal der Sachgesamtheit Festung Sonnenstein, später Heil- und Pflegeanstalt Pirna-Sonnenstein: Gasthaus (neben Haus A 11, später Strömungsmaschinenwerk Haus 29); baugeschichtlich und landesgeschichtlich von Bedeutung | 09301112 |
| Weitere Bilder                          | Heil- und Pflegeanstalt Pirna-Sonnenstein: Treppentor der Heilanstalt, nördliches Häuschen mit Pförtneranbau (Einzeldenkmal zu ID-Nr. 09221045)                                                                           | Schloßhof 3 (bei) (Karte)                          | 1870er Jahre (Haus mit Pförtneranbau)                                                      | Einzeldenkmal der Sachgesamtheit Heil- und Pflegeanstalt Pirna-Sonnenstein: Treppentor der Heilanstalt (Haus A 2), zwei Häuschen mit dazwischenliegendem Torbogen und Treppe zur Stadt, das nördliche Häuschen mit Pförtneranbau; baugeschichtlich und landesgeschichtlich von Bedeutung | 09301114 |
|                                         | Heil- und Pflegeanstalt Pirna-Sonnenstein: Schlossbrunnen mit Schwengelpumpe (Einzeldenkmal zu ID-Nr. 09221045) | Schloßhof 4 (bei) (Karte)                          | um 1639 (Brunnen)                                                                          | Einzeldenkmal der Sachgesamtheit Heil- und Pflegeanstalt Pirna-Sonnenstein: Schlossbrunnen mit Schwengelpumpe (direkt vor Haus A 12, später Strömungsmaschinenwerk Haus 29); geschichtlich und technikgeschichtlich von Bedeutung, angelegt durch Johann Siegmund von Liebenau (1607–1671) im Schwedenkrieg, später verbessert durch Freiberger Bergleute, in der Zeit der Heilanstalt technisch ausgestattet. | 09301107 |
| Weitere Bilder                          | Festung Sonnenstein, später Heil- und Pflegeanstalt Pirna-Sonnenstein: Hauptgebäude auf dem Sonnenstein (siehe auch Sachgesamtheitsdokument Obj. 09221045                                                                 | Schloßhof 4; 5 (Karte)                             | um 1830 (Heilanstaltsbestandteil), 1905–1909 (östl. Flügel), 1865 (westl. Flügel)          | Einzeldenkmal der Sachgesamtheit Festung Sonnenstein, später Heil- und Pflegeanstalt Pirna-Sonnenstein: Hauptgebäude auf dem Sonnenstein (Haus A 11, A 12, A 13, später Strömungsmaschinenwerk Haus 29); baugeschichtlich, landesgeschichtlich, ortsbildprägend, hausgeschichtlich, künstlerisch und wissenschaftlich von Bedeutung, ältester Gebäudestandort auf der Festung, westlicher Teil als Seitenflügel mit Beamtenwohnungen im 19. Jahrhundert im Stil der Neorenaissance neu gebaut, östlicher Teil mit markantem Kopfbau (im Innern schönes Treppenhaus und Festsaal) 1905–1907 für die Königliche Landesirrenanstalt neu gebaut, ein Bau im Reformstil der Zeit um 1910, Architekten: Schilling & Graebner, Dresden | 09220687 |
|                                         | Heil- und Pflegeanstalt Pirna-Sonnenstein: Pavillon, unter dem Pavillon ehemals der Kohlenkeller des benachbarten Dampfkesselhauses (Einzeldenkmal zu ID-Nr. 09221045)                                                    | Schloßhof 5 (bei) (Karte)                          | 1907–1909 (Gartenpavillon)                                                                 | Einzeldenkmal der Sachgesamtheit Heil- und Pflegeanstalt Pirna-Sonnenstein: Pavillon (Haus B 16, später Strömungsmaschinenwerk Haus 30), unter dem Pavillon ehemals der Kohlenkeller des benachbarten Dampfkesselhauses (Haus A 9, später Strömungsmaschinenwerk Haus 30); baugeschichtlich, künstlerisch und landesgeschichtlich von Bedeutung, im Reformstil der Zeit um 1910 | 09301113 |
| Weitere Bilder                          | Festung Sonnenstein, später Heil- und Pflegeanstalt Pirna-Sonnenstein: monumentaler Mosaik-Wandbrunnen am ehem. Heizhaus (Einzeldenkmal zu ID-Nr. 09221045)                                                               | Schloßhof 5 (bei) (Karte)                          | um 1907 (Wandbrunnen), um 1730 (Tor zum Innenhof der ehem. Festung)                        | Einzeldenkmal der Sachgesamtheit Festung Sonnenstein, später Heil- und Pflegeanstalt Pirna-Sonnenstein: monumentaler Mosaik-Wandbrunnen an der Außenwand des ehemaligen Heizhauses (Haus A 9, später Strömungsmaschinenwerk Haus 30); künstlerisch von Bedeutung | 09301109 |
|                                         | Heil- und Pflegeanstalt Pirna-Sonnenstein: Männerhaus (Einzeldenkmal zu ID-Nr. 09221045) | Schloßpark 4 (Karte)                               | bezeichnet 1903–1904 (Heilanstaltsbestandteil)                                             | Einzeldenkmal der Sachgesamtheit Heil- und Pflegeanstalt Pirna-Sonnenstein: Männerhaus (Haus C 2, später Strömungsmaschinenwerk Haus 27); baugeschichtlich und landesgeschichtlich von Bedeutung, dreigeschossiger schlossartiger Gründerzeitbau im Stil der deutschen Neorenaissance | 09220779 |
| Weitere Bilder                          | Heil- und Pflegeanstalt Pirna-Sonnenstein: Anstaltskirche; Parkkirche (Einzeldenkmal zu ID-Nr. 09221045) | Schloßpark 5 (Karte)                               | 1900–1902 (Anstaltskirche)                                                                 | Einzeldenkmal der Sachgesamtheit Heil- und Pflegeanstalt Pirna-Sonnenstein: Kirche der ehem. Heilanstalt (Haus C 7, später Strömungsmaschinenwerk Haus 26); baugeschichtlich, künstlerisch und landesgeschichtlich von Bedeutung, diente als Ersatz für die 1904 abgerissene Anstaltskirche am Wall, stattlicher Sandsteinbau im Stil der Neorenaissance | 09220690 |
| Weitere Bilder                          | Heil- und Pflegeanstalt Pirna-Sonnenstein: Friedhofshalle (Einzeldenkmal zu ID-Nr. 09221045) | Schloßpark 7 (Karte)                               | 1906 (Friedhofshalle)                                                                      | Einzeldenkmal der Sachgesamtheit Heil- und Pflegeanstalt Pirna-Sonnenstein: Friedhofshalle (Haus C 9, später Strömungsmaschinenwerk Haus 22); baugeschichtlich und landesgeschichtlich von Bedeutung, eingeschossiger Gründerzeitbau mit Ziegelsteinfassaden, Sandsteinortgang und -traufgesims | 09220693 |
|                                         | Heil- und Pflegeanstalt Pirna-Sonnenstein: Äußere Männerabteilung, Männerkrankenhaus (Einzeldenkmal zu ID-Nr. 09221045)                                                                                                   | Schloßpark 8 (Karte)                               | 1890er Jahre (Heilanstaltsbestandteil)                                                     | Einzeldenkmal der Sachgesamtheit Heil- und Pflegeanstalt Pirna-Sonnenstein: Äußere Männerabteilung, Männerkrankenhaus (Haus C 11, später Strömungsmaschinenwerk Haus 21); baugeschichtlich und landesgeschichtlich von Bedeutung, Gründerzeitbau mit mehreren Gurtgesimsen, 1922–1939 Pflegerschule des Freistaates Sachsen | 09220694 |
| Direkt Bild zu diesem Denkmal hochladen | Heil- und Pflegeanstalt Pirna-Sonnenstein: Wirtschaftsgebäude der Heilanstalt (Einzeldenkmal zu ID-Nr. 09221045) | Schloßpark 8 (bei) (Karte)                         | vor 1890 (Nebengebäude)                                                                    | Einzeldenkmal der Sachgesamtheit Heil- und Pflegeanstalt Pirna-Sonnenstein: Wirtschaftsgebäude der Heilanstalt (Haus C 13, später Strömungsmaschinenwerk Haus 45); baugeschichtlich und landesgeschichtlich von Bedeutung, als Scheune und Werkstatt der Heilanstalt erbaut, besondere geschichtliche Bedeutung als Relikt der Tötungsanstalt Sonnenstein (vermutl. Frühjahr 1940 zur Garage für Euthanasie-Busse umgebaut) | 09301115 |
| Direkt Bild zu diesem Denkmal hochladen | Heil- und Pflegeanstalt Pirna-Sonnenstein: Funktionsgebäude (Einzeldenkmal zu ID-Nr. 09221045) | Schloßpark 9 (Karte)                               | um 1900 (Heilanstaltsbestandteil)                                                          | Einzeldenkmal der Sachgesamtheit Heil- und Pflegeanstalt Pirna-Sonnenstein: Funktionsgebäude (Haus C 14, später Strömungsmaschinenwerk Haus 18); baugeschichtlich und landesgeschichtlich von Bedeutung, teils ein-, teils zweigeschossiger Gründerzeitbau, Ziegelsteinfassade mit Sandsteingurtgesimsen | 09220698 |
|                                         | Heil- und Pflegeanstalt Pirna-Sonnenstein: Äußeres Männerhaus (Einzeldenkmal zu ID-Nr. 09221045) | Schloßpark 10 (Karte)                              | um 1900 (Heilanstaltsbestandteil)                                                          | Einzeldenkmal der Sachgesamtheit Heil- und Pflegeanstalt Pirna-Sonnenstein: Äußeres Männerhaus (Haus C 15, später Strömungsmaschinenwerk Haus 13); baugeschichtlich und landesgeschichtlich von Bedeutung, ein Gründerzeithaus, zweigeschossiger Ziegelsteinbau (ehemals mit eingeschossigem Flügelanbau), Gurtgesims aus Sandstein | 09220697 |
|                                         | Heil- und Pflegeanstalt Pirna-Sonnenstein: Krankengebäude, Männerhaus, Paralytikerhaus (Einzeldenkmal zu ID-Nr. 09221045)                                                                                                 | Schloßpark 11 (Karte)                              | um 1900 (Krankengebäude), 1943 (Krematorium)                                               | Einzeldenkmal der Sachgesamtheit Heil- und Pflegeanstalt Pirna-Sonnenstein: Krankengebäude, Männerhaus, Paralytikerhaus (Haus C 16, später Strömungsmaschinenwerk Haus 14); baugeschichtlich, landesgeschichtlich und geschichtlich von Bedeutung, schlossartiger Gründerzeitbau mit Seitenrisaliten, Gestaltung im Stil der deutschen Neorenaissance, im Keller Krematorium der NS-Tötungsanstalt, Gedenkstätte für den Ort des nationalsozialistischen Massenmordes an psychisch Kranken in den Jahren 1940/41 | 09220696 |
|                                         | Heil- und Pflegeanstalt Pirna-Sonnenstein: Äußere Männerabteilung, Männerhaus Einzeldenkmal zu ID-Nr. 09221045) | Schloßpark 12 (Karte)                              | 1890er Jahre (Heilanstaltsbestandteil)                                                     | Einzeldenkmal der Sachgesamtheit Heil- und Pflegeanstalt Pirna-Sonnenstein: Äußere Männerabteilung, Männerhaus (Haus C 17, später Strömungsmaschinenwerk Haus 15); baugeschichtlich und landesgeschichtlich von Bedeutung, schlossartiger Gründerzeitbau mit neobarock-klassizistischer Gestaltung im Pavillonsystem | 09220695 |
|                                         | Heil- und Pflegeanstalt Pirna-Sonnenstein: Haus für unruhige Männer (Einzeldenkmal zu ID-Nr. 09221045) | Schloßpark 13 (Karte)                              | um 1912 (Heilanstaltsbestandteil)                                                          | Einzeldenkmal der Sachgesamtheit Heil- und Pflegeanstalt Pirna-Sonnenstein: Haus für unruhige Männer (Haus C 21, später Strömungsmaschinenwerk Haus 11); baugeschichtlich und landesgeschichtlich von Bedeutung, ein Haus im Reformstil der Zeit um 1910, eingeschossiger Baukörper über H-förmigem Grundriss | 09220699 |
|                                         | Heil- und Pflegeanstalt Pirna-Sonnenstein: Haus für unruhige Männer (Einzeldenkmal zu ID-Nr. 09221045) | Schloßpark 14 (Karte)                              | um 1910 (Heilanstaltsbestandteil)                                                          | Einzeldenkmal der Sachgesamtheit Heil- und Pflegeanstalt Pirna-Sonnenstein: Haus für unruhige Männer (Haus C 20, später Strömungsmaschinenwerk Haus 12); baugeschichtlich und landesgeschichtlich von Bedeutung, ein Bau im Reformstil der Zeit um 1910, stattlicher Baukörper mit kräftigem Mittelrisalit | 09220700 |
|                                         | Heil- und Pflegeanstalt Pirna-Sonnenstein: Verwaltungsgebäude (Einzeldenkmal zu ID-Nr. 09221045) | Schloßpark 15 (Karte)                              | 1955/1960 (Verwaltungsgebäude)                                                             | Einzeldenkmal der Sachgesamtheit Heil- und Pflegeanstalt Pirna-Sonnenstein: Verwaltungsgebäude (Strömungsmaschinenwerk Haus 67); baugeschichtlich von Bedeutung, im Stil der Nachkriegsmoderne, moderner Stahlbetonskelettbau, neues Konstruktionsbüro des »VEB Entwicklungsbau Pirna« zur Herstellung von Triebwerken für die Luftfahrt der DDR, zum Teil mit originaler Ausstattung (Paternoster, Treppenhaus, Lampen) | 09220736 |
|                                         | Heil- und Pflegeanstalt Pirna-Sonnenstein: Frauenbereich, Haus für suizidgefährdete Frauen (Einzeldenkmal zu ID-Nr. 09221045)                                                                                             | Schloßpark 22 (Karte)                              | um 1900 (Heilanstaltsbestandteil)                                                          | Einzeldenkmal der Sachgesamtheit Heil- und Pflegeanstalt Pirna-Sonnenstein: Frauenbereich, Haus für suizidgefährdete Frauen (Haus E 4, später Strömungsmaschinenwerk Haus 6); baugeschichtlich, landesgeschichtlich und geschichtlich von Bedeutung, ein Gründerzeithaus, schlossartiger zweigeschossiger Bau mit eingeschossigen Seitenflügeln, die Fassade mit mehrfachen Gesimsbändern, in der Zeit des Nationalsozialismus eine sogenannte Adolf-Hitler-Schule, eine der Eliteschulen des Dritten Reiches | 09220692 |
| Weitere Bilder                          | Heil- und Pflegeanstalt Pirna-Sonnenstein: Eingang zum Äußere Frauenbereich, Torhaus (Einzeldenkmal zu ID-Nr. 09221045)                                                                                                   | Schloßpark 23; 24 (Karte)                          | um 1910 (Torhaus)                                                                          | Einzeldenkmal der Sachgesamtheit Heil- und Pflegeanstalt Pirna-Sonnenstein: Eingang zum Äußere Frauenbereich, Torhaus (Haus E 11, später Strömungsmaschinenwerk Haus 10); baugeschichtlich und landesgeschichtlich von Bedeutung, im Reformstil der Zeit um 1910, eingeschossiger Bau mit mittlerer Durchfahrt | 09220730 |
| Weitere Bilder                          | Heil- und Pflegeanstalt Pirna-Sonnenstein: Äußerer Frauenbereich, Haus für überwachungsbedürftige Frauen (Einzeldenkmal zu ID-Nr. 09221045)                                                                               | Schloßpark 25 (Karte)                              | 1912 (Heilanstaltsbestandteil)                                                             | Einzeldenkmal der Sachgesamtheit Heil- und Pflegeanstalt Pirna-Sonnenstein: Äußerer Frauenbereich, Haus für überwachungsbedürftige Frauen (Haus E 13, später Strömungsmaschinenwerk Haus 5); baugeschichtlich und landesgeschichtlich von Bedeutung, im Reformstil der Zeit um 1910, eingeschossiger Baukörper über H-förmigem Grundriss | 09220725 |
|                                         | Heil- und Pflegeanstalt Pirna-Sonnenstein: Äußerer Frauenbereich, Schwesternheim (Einzeldenkmal zu ID-Nr. 09221045) | Schloßpark 26 (Karte)                              | um 1910 (Heilanstaltsbestandteil)                                                          | Einzeldenkmal der Sachgesamtheit Heil- und Pflegeanstalt Pirna-Sonnenstein: Äußerer Frauenbereich, Schwesternheim (Haus E 12, später Strömungsmaschinenwerk Haus 1); baugeschichtlich und landesgeschichtlich von Bedeutung, im Reformstil der Zeit um 1910, schlichter kubischer Bau mit Treppenhausturm | 09220729 |
|                                         | Heil- und Pflegeanstalt Pirna-Sonnenstein: Äußerer Frauenbereich, Siechenabteilung (Einzeldenkmal zu ID-Nr. 09221045) | Schloßpark 27 (Karte)                              | 1912 (Heilanstaltsbestandteil)                                                             | Einzeldenkmal der Sachgesamtheit Heil- und Pflegeanstalt Pirna-Sonnenstein: Äußerer Frauenbereich, Siechenabteilung (Haus E 16, später Strömungsmaschinenwerk Haus 4); baugeschichtlich und landesgeschichtlich von Bedeutung, im Reformstil der Zeit um 1910, schlichter klar gestalteter Bau mit Dachreiter | 09220726 |
|                                         | Heil- und Pflegeanstalt Pirna-Sonnenstein: Äußerer Frauenbereich, Frauenkrankengebäude, Haus für ruhige Frauen (Einzeldenkmal zu ID-Nr. 09221045)                                                                         | Schloßpark 28 (Karte)                              | um 1912 (Heilanstaltsbestandteil)                                                          | Einzeldenkmal der Sachgesamtheit Heil- und Pflegeanstalt Pirna-Sonnenstein: Äußerer Frauenbereich, Frauenkrankengebäude, Haus für ruhige Frauen (Haus E 14, später Strömungsmaschinenwerk Haus 2); baugeschichtlich und landesgeschichtlich von Bedeutung, im Reformstil der Zeit um 1910, neoklassizistische schlichte Gestaltung mit Treppenhausturm | 09220728 |
|                                         | Heil- und Pflegeanstalt Pirna-Sonnenstein: Äußerer Frauenbereich, unruhige Frauenabteilung (Einzeldenkmal zu ID-Nr. 09221045)                                                                                             | Schloßpark 30 (Karte)                              | 1912 (Auskunft)                                                                            | Einzeldenkmal der Sachgesamtheit Heil- und Pflegeanstalt Pirna-Sonnenstein: Äußerer Frauenbereich, unruhige Frauenabteilung (Haus E 15, später Strömungsmaschinenwerk Haus 3); baugeschichtlich und landesgeschichtlich von Bedeutung, im Reformstil der Zeit um 1910, stattlicher Bau mit kräftigem mittelrisalitartigem Vorbau | 09220727 |
|                                         | Heil- und Pflegeanstalt Pirna-Sonnenstein: Wohnhaus für zwei Ärzte und den Anstaltspfarrer (Einzeldenkmal zu ID-Nr. 09221045)                                                                                             | Struppener Straße 1; 3; 5 (Karte)                  | 1920er Jahre (Wohnhaus)                                                                    | Einzeldenkmal der Sachgesamtheit Heil- und Pflegeanstalt Pirna-Sonnenstein: Wohnhaus (mit drei Eingängen) für zwei Ärzte und den Anstaltspfarrer (Haus E 18); baugeschichtlich und landesgeschichtlich von Bedeutung, ein Bau im Reformstil der Zeit um 1910/1920 | 09220709 |
| Weitere Bilder                          | Bronzeplastik »Sitzendes Paar« | Varkausring (Karte)                                | 1970 (Figurengruppe)                                                                       | künstlerisch von Bedeutung, Bildhauer: Vinzenz Wanitschke, Dresden | 09223766 |

## Ausführliche Denkmaltexte
1. ↑  Wohnblock mit 3 Eingängen, realisiert 1953 innerhalb eines Bebauungsplanes durch die VEB Bauunion Süd (Rat des Kreises Pirna, Abteilung Aufbau) für Beschäftigte des benachbarten Großbetriebs VEB Entwicklungsbau Pirna (ab 1961 „Strömungsmaschinenbau“). Das Gebäude gehört zu den ersten der Siedlung, die bis in die 1960er Jahre auf über 50 Gebäude anwachsen sollte, und gehört zu den wenigen, die nicht durch denkmalfeindliche Sanierungsmaßnahmen in ihrem Dokumentationswert dezimiert wurden. Dreigeschossiger Massivbau auf rustikalem Sandbruchsteinsockel mit rau verputzten Ziegelaußenwänden von 36,5 cm Stärke, mit einem biberschwanzgedeckten Satteldach (40 Grad Neigung), das an den Schmalseiten gewalmt ist (Walm 50 Grad Neigung). Die drei Hauseingänge auf der Nordseite sind durch Sandsteinwerkstücke (zum Teil 45 Grad gestellt) hervorgehoben und durch ein Gesims bekrönt. Über ihnen öffnet sich die Wand mit den sechs- und achtfeldrigen Treppenhausfenstern, die die entscheidenden Vertikalen der Fassade bilden und diese auf ruhige Weise gliedern. Ihre Konsolen werden unterfangen durch Gebilde, die an ionischen Zahnschnitt erinnern und als neoklassizistische Elemente gedeutet werden können. Der gliedernde Akzent wird jeweils verstärkt durch eine kleine stehende segmentbogige Dachgaupe über den genannten Achsen, vor allem aber durch jeweils rechts und links befindliche französische (also gegenüber den restlichen vergrößerte) Fenster der Wohnungen in beiden Obergeschossen. Hier finden sich auch kleine Balkons mit Kunstschmiedegittern. Auch die beiden ampelartigen Kunstschmiedeleuchten, die die Eingänge flankieren, dienen als Schmuckformen. Haben die französischen und die Treppenhausfenster profilierte Faschen, so sind diese bei den übrigen Öffnungen einfacher gehalten. Hier finden sich zwar nicht mehr die üblichen Kasten-Doppelfenster, jedoch ist die für die frühen 1950er Jahre typische Kreuzsprossung nachempfunden. Der Aufwand, der für das Gebäude betrieben wurde, erweist sich nicht nur an der durchdachten und für die Nachkriegszeit aufwändigen Fassade, sondern auch daran, dass es sich um einen Zweispänner handelt. Die großzügige Handhabung der Innenaufteilung zeigt sich also in der Erschließung von nur zwei Wohnungen pro Etage. Noch 1950 waren bei Neubauten dieser Art Vierspänner die Regel. Als technikgeschichtliche Besonderheit kann die Dachkonstruktion gelten, sie besteht aus Fertigteil-Stahlbetonbindern (lediglich die Walmkonstruktion ist noch aus Holz). Baugeschichtlich interessant ist das Gebäude als Zeugnis der sog. „Nationalen Bautradition“ („National in der Form, sozialistisch im Inhalt“), die bis Mitte der 1950er Jahre architektonisch solide, jedoch in der Formensprache rückwärtsgewandte – historistische – Objekte hervorbrachte (LfD/2014).
2. ↑  Sachgesamtheit Festung und Schloss Sonnenstein, später Heil- und Pflegeanstalt Pirna-Sonnenstein mit folgenden Einzeldenkmalen: Befestigungsanlagen (ID-Nr. 09221276, Schloßhof), Heilanstaltsbau (ID-Nr. 09220686, Schloßhof 2), Brunnen mit Plastik (ID-Nr. 09221228, Schloßhof (bei 2)), Pavillon (ID-Nr. 09301110, Schloßhof (bei 2)), Schlossschänke (ID-Nr. 09301112, Schloßhof 3), Treppentor (ID-Nr. 09301114, Schloßhof (bei 3)), Hauptgebäude der Heilanstalt (ID-Nr. 09220687, Schloßhof 4, 5), Brunnen mit Schwengelpumpe (ID-Nr. 09301107, Schloßhof (bei 4)), Wandbrunnen am Heizhaus (ID-Nr. 09301109, Schloßhof (bei 5)), Pavillon neben dem Heizhaus (ID-Nr. 09301113, Schloßhof (bei 5)), Torhaus (ID-Nr. 09220685, Schloßpark), Männerhaus (ID-Nr. 09220779, Schloßpark 4), Anstaltskirche (ID-Nr. 09220690, Schloßpark 7), Friedhofshalle (ID-Nr. 09220693, Schloßpark 5), Männerkrankenhaus (ID-Nr. 09220694, Schloßpark 8), Wirtschaftsgebäude, 1940 umgebaut zur Garage für Busse der Tötungsanstalt (ID-Nr. 09301115, Schloßpark (bei 8)), Funktionsgebäude (ID-Nr. 09220698, Schloßpark 9), Äußeres Männerhaus (ID-Nr. 09220697, Schloßpark 10), Paralytikerhaus und Gedenkstätte (ID-Nr. 09220696, Schloßpark 11), Männerhaus (ID-Nr. 09220695, Schloßpark 12), Haus für unruhige Männer (ID-Nr. 09220699, Schloßpark 13), Haus für unruhige Männer (ID-Nr. 09220700, Schloßpark 14), Verwaltungsgebäude Strömungsmaschinenwerk (ID-Nr. 09220736, Schloßpark 15), Haus für suizidgefährdete Frauen (ID-Nr. 09220692, Schloßpark 22), Torhaus zum Maria-Anna-Heim und Einfriedungsmauer mit Eingangspavillon (ID-Nr. 09220060, Obere Burgstraße 8) und Gartenhaus des ehem. Maria-Anna-Heims (ID-Nr. 09225313, Am Hausberg 8) sowie Park (Gartendenkmal), angelegt für die Königliche Landesirrenanstalt, mit allen Einfriedungen (Sachgesamtheitsteil), z. B. im Bereich der Parkkirche und den Resten der Mauern der Festung Sonnenstein, baugeschichtlich, geschichtlich, landesgeschichtlich, ortsbildprägend, ortsgeschichtlich, wissenschaftlich und gartenkünstlerisch von Bedeutung.
Eine der wichtigsten sächsischen Festungsanlagen des 17./18. Jh., landesgeschichtliche Bedeutung als reformpsychiatrische Einrichtung und Gedenkstätte für den Ort des nationalsozialistischen Massenmordes an psychisch Kranken in den Jahren 1940/41, ein Teil des Geländes 1954–1991 vom Strömungsmaschinenwerk zum Bau von Flugzeugturbinen genutzt.
Der „Sonnenstein“, die seit dem Mittelalter bestehende Festungsanlage, bestimmte die Geschichte der Stadt Pirna und fungiert als deren „Stadtkrone“. Vor allem aber war sie Teil der späteren Heil- und Pflegeanstalt, die ab dem frühen 19. Jahrhundert das Terrain und die vorhandenen Bauten nutzte und als Monument von nationaler wissenschaftlicher Bedeutung in die Geschichte einging. Eine große Bedeutung hat der Sonnenstein auch als Gedenkstätte der Verbrechen der Nationalsozialisten, da hier in den frühen 1940er Jahren bis zu 15.000 Menschen mit Behinderungen ermordet wurden. 

Durch die günstige Topographie befand sich seit der Slawenzeit auf dem Sonnenstein eine Befestigungsanlage. Urkundlich erwähnt 1269, war das „castrum pirne“ seit dem Mittelalter Grenzfeste zwischen Meißen und Böhmen. Der Ausbau der Burg mit organischem Anschluss der Stadtbefestigung fand im 15. Jahrhundert unter Mithilfe des Baumeisters Arnold von Westfalen statt. Aus dieser Zeit – wie auch aus der Zeit der stärkeren Befestigung des Sonnensteins nach dem 30-jährigen Krieg – sind nur noch bauliche Reste wie Keller, Bastionen und ein Vorhangbogen erhalten. Nachdem Wolf Caspar von Klengel um 1670 Kommandant des Sonnensteins (und Stolpens) geworden war, entstanden einige noch heute zum Teil erhaltene (aber mehrheitlich auch schon im Siebenjährigen Krieg wieder verschwundene) Bauten der Anlage: das Malz- und Brauhaus, der Eckturm im NO, Hohes, Mittleres und Niederes Werk, das Hornwerk (1700–1704), der Rundflügel (Abbruch 1904f.) sowie das Kommandantenhaus (dessen Unterbau noch existiert und heute Teil des westlichen Kopfbaues des Stadtflügels ist). Der 1736–1740 errichtete Kasernenbau von Jean de Bodt (1670–1745) ist als Mittelbau der Elbseite des Sonnensteins bis heute prägend. Diese Elbseite wird ansonsten dominiert durch große Sozial- und Verwaltungsgebäude wie das noch klassizistische Neue Frauenhaus (1858–1860) und das stärker gegliederte, im Stil der Neorenaissance gestaltete Beamtenhaus (1865f.), letztere sind bereits Erweiterungsbauten der ab 1811 eingerichteten Heil- und Pflegeanstalt. Die letzten umfassenden Baumaßnahmen auf dem Terrain der Festung selbst fanden 1905–1909 statt, als das renommierte Architektenbüro Schilling & Graebner ein „Abschlussgebäude“ mit Festsaal als Kopfbau (Eckturm) der Elbseite im Reformstil errichtete und außerdem die Mittelzone der Kasernenfassade von de Bodt in der Art des Wiener Jugendstils umgestaltete. In diesem Sinne entstanden auch einige Kunstwerke durch den Bildhauer Karl Groß aus Dresden (Festsaal) und Stellmacher (ein Brunnen mit Knabe und Pelikan). Auch eine künstlerische Bedeutung der Anlage ist somit gegeben. 

Ein großer Anteil an der überregionalen Bedeutung der Anlage des Sonnensteins ist auf dessen Nutzung als Heil- und Pflegeanstalt zurückzuführen. 1811 gelangte die Festung in den Besitz der Königlichen Kommission für die Landes-, Straf- und Versorgungsanstalten. Es entstand die erste bedeutende deutsche Heilanstalt ausschließlich für psychisch Kranke. Der Elbflügel wurde für die Unterbringung von Männern, das Kommandantenhaus für die Frauen bestimmt. Vierzig Jahre lang, bis 1851, stand Ernst Gottlob Pienitz (1777–1853) als Direktor der Institution vor. In seine Amtszeit fiel 1829 die Publikation „Beschreibung der Königlich Sächsischen Heil- und Verpflegungsanstalt Sonnenstein“, drei Bände des von den Ideen der Aufklärung geprägten Autors Gottlob Adolf Ernst von Nostitz und Jänkendorf. In ihr sind die Grundaussagen zu finden, die diese Anstalt im 19. Jahrhundert zur führenden Instanz der Psychiatriereform machten: Berücksichtigung individueller Bedürfnisse der Patienten, Heilung als Zweck, Betreuung, Arbeit, Veranstaltungen und „Vermeidung gefängnisartigen Eindrucks“. In diesem Zusammenhang wurde bereits der Vorschlag für ein Pavillonsystem gemacht, lange bevor solche ab dem späten Jahrhundert tatsächlich realisiert wurden (Rodewisch, Großschweidnitz, Berlin-Moabit, Hamburg-Eppendorf, Leipzig-Dösen und ab ca. 1900 auf dem Sonnenstein selbst). In der Anfangszeit der Heilanstalt Sonnenstein wurden zunächst Gräben zugeschüttet, ein Friedhof sowie erste Gartenanlagen entstanden. Unter Direktor Friedrich Hermann Lessing (1851–1883), eines Großneffen des Dichters, entstanden die ersten großen Erweiterungsgebäude wie das genannte Frauenhaus, das Beamtenhaus und ein Wirtschaftsgebäude, außerdem 1871–1875 das große Männergebäude, genannt das „Reservehaus“. Unter der Leitung von Guido Weber (1883–1910) erfolgten die Erweiterungen und Umgestaltungen durch Schilling & Graebner. Auch wurden „agricoloniale“ Außenabteilungen in Cunnersdorf (1886) und Jessen (1888) für jeweils bis zu hundert Patienten eingerichtet. Die wissenschaftliche Bedeutung der Anstalt auf dem Sonnenstein mögen außerdem die Aufzeichnungen des Patienten Daniel Paul Schreber, eines Juristen, belegen. Seine 1903 entstandene Schrift „Denkwürdigkeiten eines Nervenkranken“ veranlasste Sigmund Freud zu seiner Paranoiastudie (1910/11). Ab den 1890er Jahren, bis 1914, wurde das Terrain durch zahlreiche Neubauten, oft villenartige Einzelhäuser (Krankenstationen, Pfleger- und Schwesternheime, Wäscherei, Friedhofshalle, Desinfektionshaus etc.), sowie durch die Parkkirche (1902) erweitert. Sind die älteren dieser Bauten noch im Stil des Späthistorismus gehalten, so sind die nach 1905 entstandenen bereits Beispiele des zeitgenössischen Reformstils. Nach 1900 wurde der durch die Kuranlagen in Bad Elster bekannte Gärtner Paul Schindel (1867–1921) auf dem Sonnenstein beratend tätig. Der Reformstil brachte eine gewisse Geometrisierung der Gartenanlage mit sich. Erhalten hat sich die Jugendstileinfriedung des ehemaligen Männergartens. 

1939 endete nach 128 Jahren die progressive Geschichte der Heil- und Pflegeanstalt auf dem Sonnenstein. 1940 begann, vollzogen in den Kellerräumen des heutigen Hauses 11 (damals hinterer Männerbereich, Gebäude C 16), die „Aktion T 4“ (benannt nach der Zentrale in der Tiergartenstraße 4 in Berlin), das Euthanasieprogramm des NS-Regimes. Mehr als 70.000 Menschen mit Behinderungen – davon in Pirna etwa 15.000 – wurden systematisch umgebracht. Der Sonnenstein war eine der sechs dafür vorgesehenen Tötungsanstalten. Zwischen 100 und 110 Angestellte waren für die Morde zuständig. Das systematische „Programm“ wurde bereits 1941 wieder eingestellt, die Tötungen wurden aber bis 1943 fortgeführt. Gleichzeitig diente der Sonnenstein als Aufnahmelager für „Volksdeutsche“, auch gab es ab Oktober 1941 die Reichsverwaltungsschule im Schlosshof und in der Nachbarschaft eine Torpedo-Versuchsanstalt. Die zeitgeschichtliche Bedeutung der Anlage Sonnenstein ist offensichtlich. 
Nach 1945 dienten die Gebäude des Sonnensteins sowohl als Kaserne als auch als Flüchtlingslager. Auf der Ebenheit, die das östlich an die Festungsanlage und die Anstaltsgebäude anschließende Terrain formt, entstand ab 1953 ein Großbetrieb für Luftfahrt-Triebwerke mit schließlich 2.500 Mitarbeitern, der ab 1961 VEB Strömungsmaschinen genannt wurde. Es wurden dafür große Neubauten im Stil der Nachkriegsmoderne errichtet, aber auch zum Teil die östlich gelegenen, durch Reformstil geprägten Anstaltsbauten genutzt (Schloßpark 13,14,15). Die Anstaltskirche wurde Materiallager und blieb dies bis 1990. Die Friedhöfe wurden 1949 und in den frühen 1950er Jahren beseitigt. Sieht man vom Verlust der Friedhöfe in der Nachkriegszeit und dem einiger Pavillons in den 1990er Jahren ab, so ist der Sonnenstein der Nachwelt als bauliches Dokument präsent. Die Gartengestaltung vergangener Zeiten ist zwar nur noch schwer nachvollziehbar, wichtiger ist aber, dass ein großer Teil des alten pflanzlichen Bestandes erhalten ist. Die Integrität der Anlage ist nach wie vor gegeben und evident. Dadurch, dass vor kurzem die Bauten der Festung Sonnenstein und zum Teil der Pflegeanstalt für die Zwecke des Landratsamtes Sächsische Schweiz-Osterzgebirge denkmalgerecht renoviert und hergerichtet worden sind, ist das öffentliche Erhaltungsinteresse zusätzlich dokumentiert (LfD/2017).